# Eisenbahnbetriebsleiterverordnung
Die Eisenbahnbetriebsleiterverordnung (EBV) ist vom Bundesministerium für Verkehr, Bau- und Wohnungswesen im Einvernehmen mit dem Bundesministerium für Bildung und Forschung am 7. Juli 2000 erlassen worden. Sie regelt unter anderem die Bestellung sowie die Aufgaben und Befugnisse eines Betriebsleiters für Eisenbahnen.

## Gliederung
Die EBV gliedert sich in sechs Paragraphen:
- § 1 Bestellung der Betriebsleiter
- § 2 Bestätigung der Bestellung zum Betriebsleiter
- § 3 Ausnahmen
- § 4 Aufgaben und Befugnisse des Betriebsleiters
- § 5 Pflichten der Eisenbahn
- § 6 Übergangsvorschriften